# مین کوون

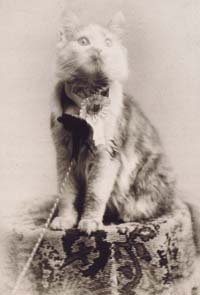
Cosey, winner of the first cat show in the United States, 1895

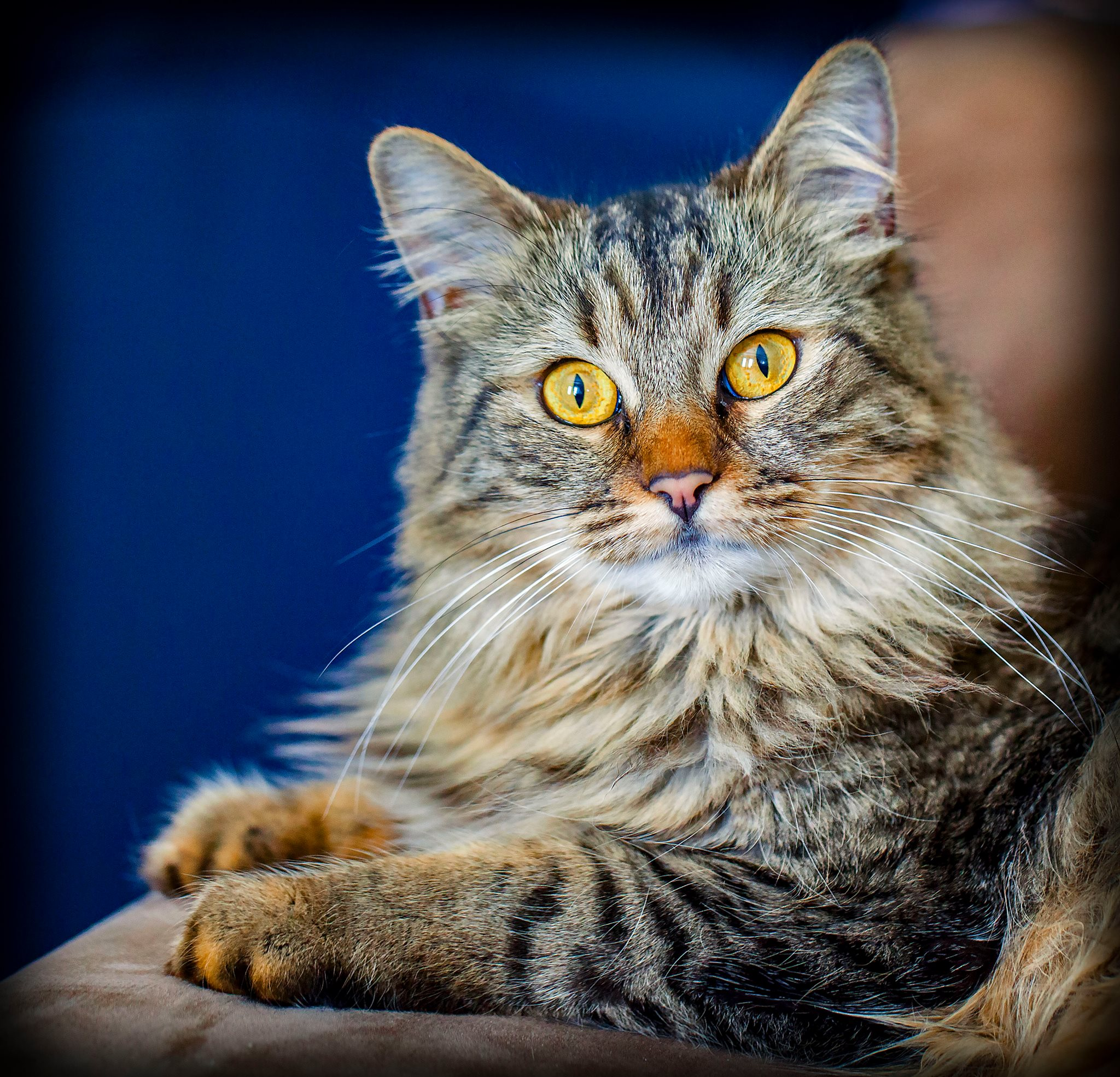
گربه دو ساله (آمریکا Longhair)

مین کوون یکی از بزرگترین نژادهای گربه اهلی است. همچنین یکی از قدیمی‌ترین نژادها در آمریکای شمالی و به‌طور خاص «بومی» به ایالت مین است.
این نژاد به دلیل بزرگی، خوش‌مشرب بودن، باهوش بودن و علاقه‌مندی به تفریح و بازی، با نام مستعار «غول مهربان» نیز شناخته می‌شود.

## تاریخچه
اجداد گربه مین کون نوع از گربه‌ها ناشناخته است تنها حدس و گمان و داستانهای عامیانه در این خصوص وجود دارد. یکی از این داستان‌ها مربوط به ماری آنتوانت، ملکه فرانسه است که در سال ۱۷۹۳ اعدام شد.
آنتوانت پیش از مرگ، با کمک کاپیتان ساموئل کلو از فرانسه فرار کرد. او تمام اموال با ارزش خود به همراه ۶ گربه مورد علاقه‌اش را توسط کشتی به آمریکا برد و در آنجا نژاد فعلی پرورش یافت.
یکی دیگر از داستانها مربوط می‌شود به کاپیتان چارلز راگون انگلیسی که از گربه‌ها بر روی عرشه کشتی نگهداری می‌کرد.

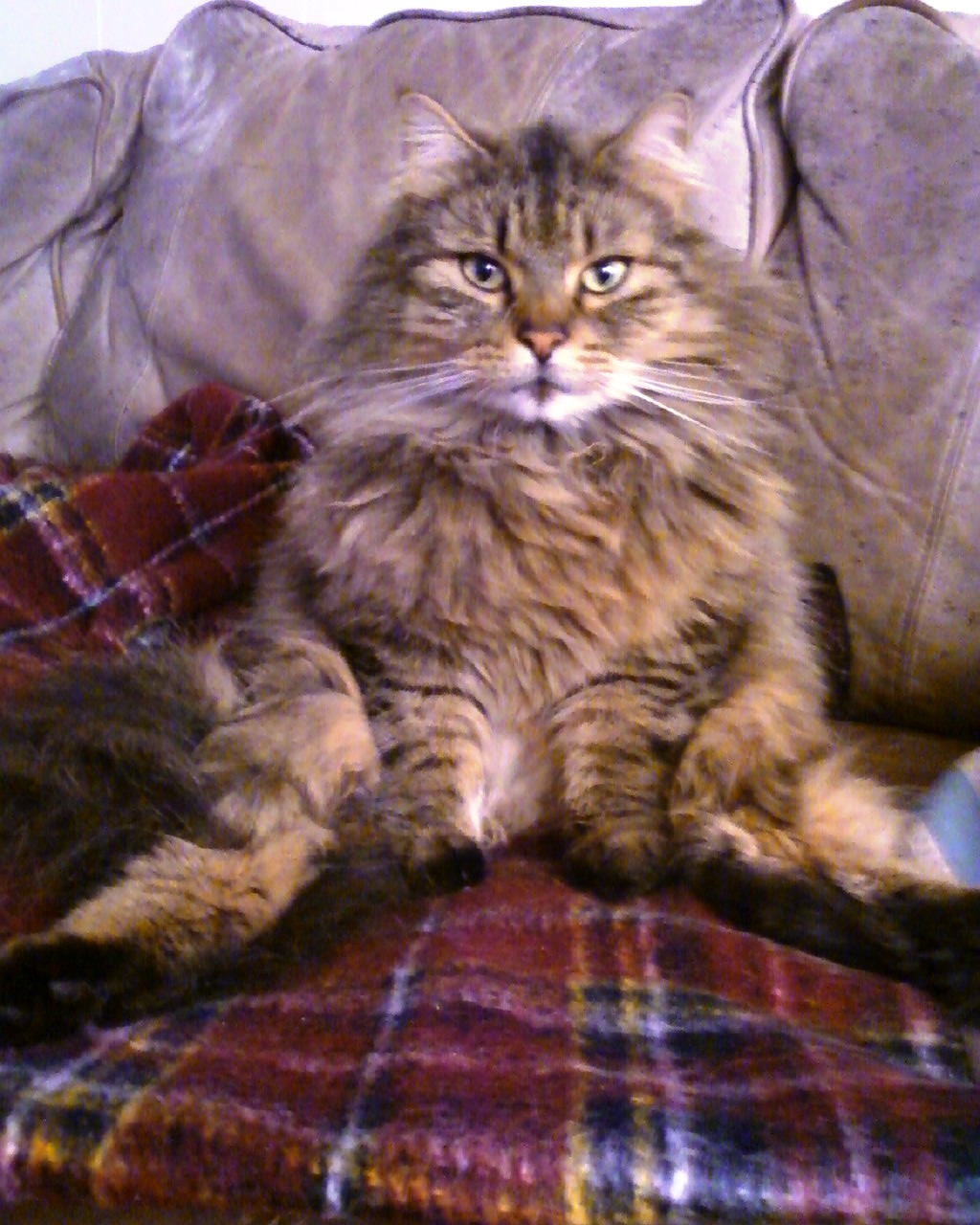
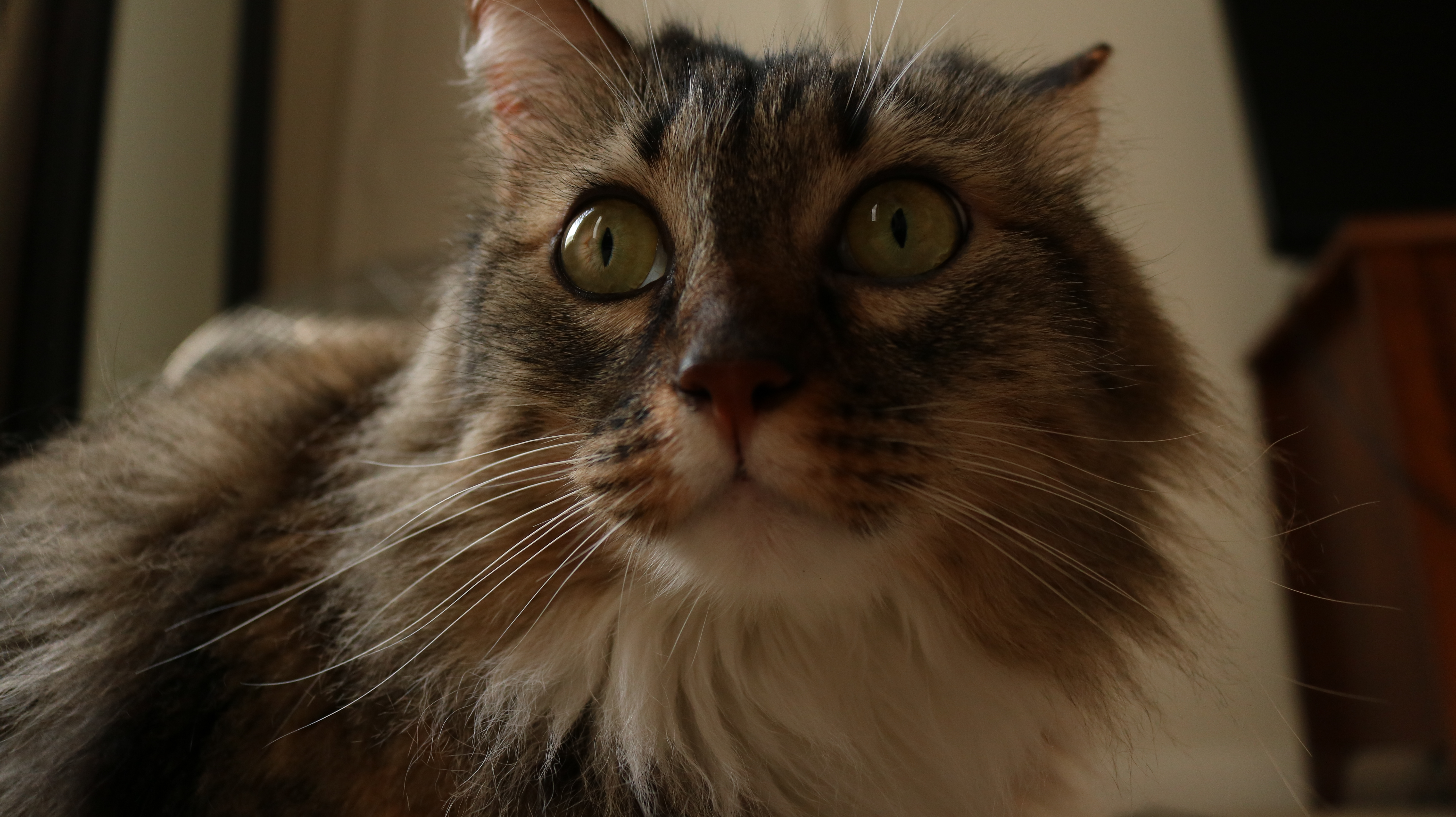
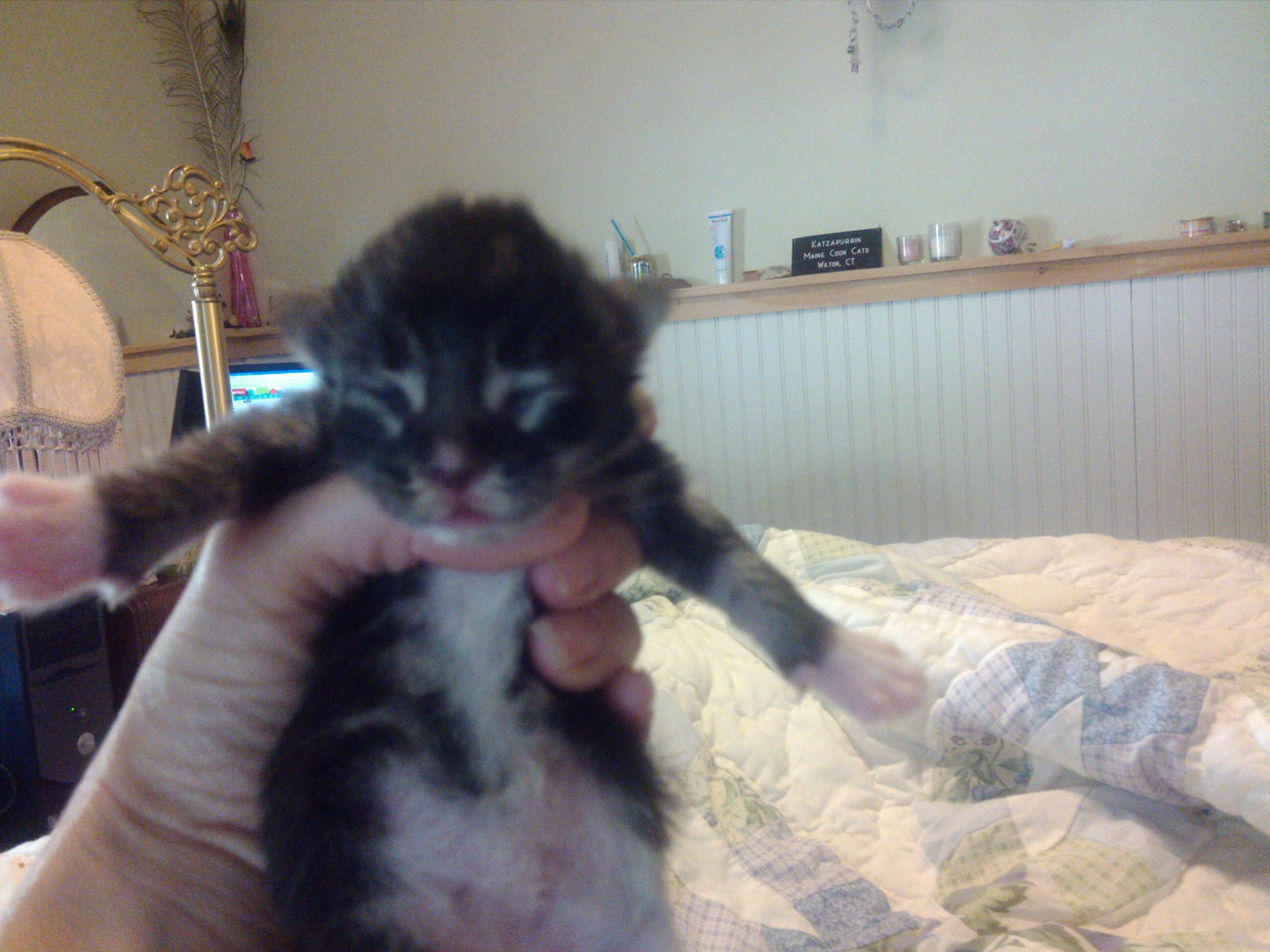
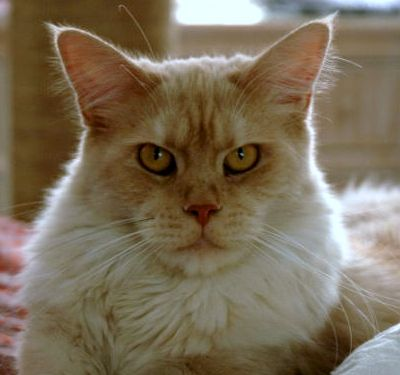
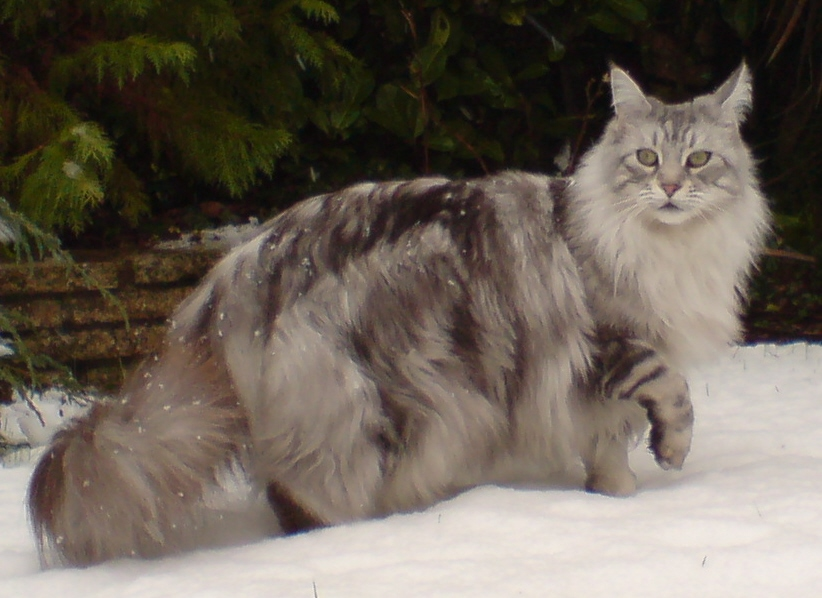
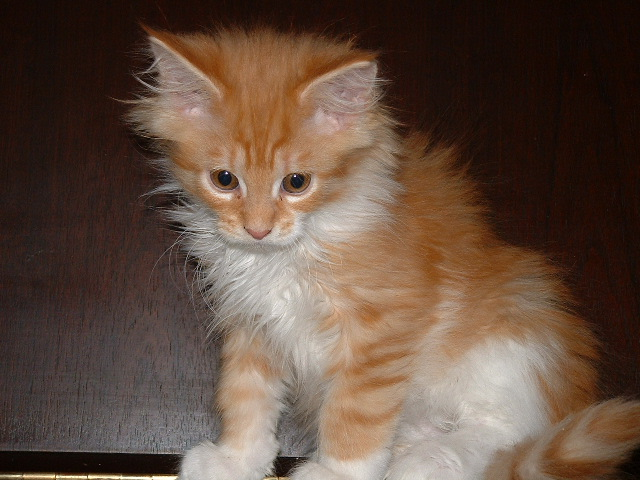

### رژیم غذایی
این نژاد نیاز به پروتئین کافی و مواد مغذی در رژیم غذایی خود دارد. گوشت جزو مهمترین مواد در رژیم غذایی این نژاد در نظر گرفته می‌شود

## سلامت

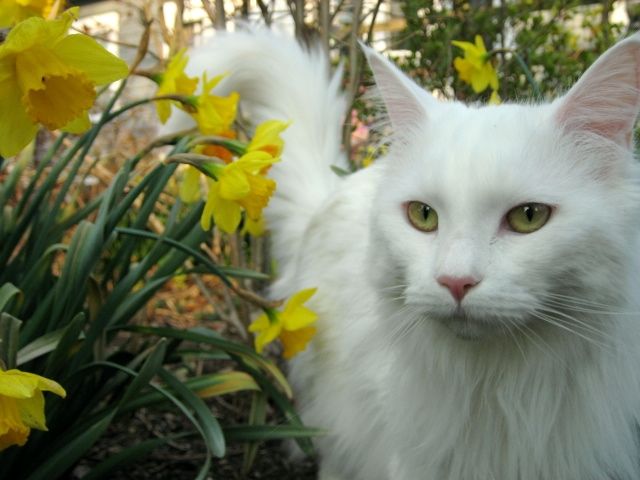
مین راگون

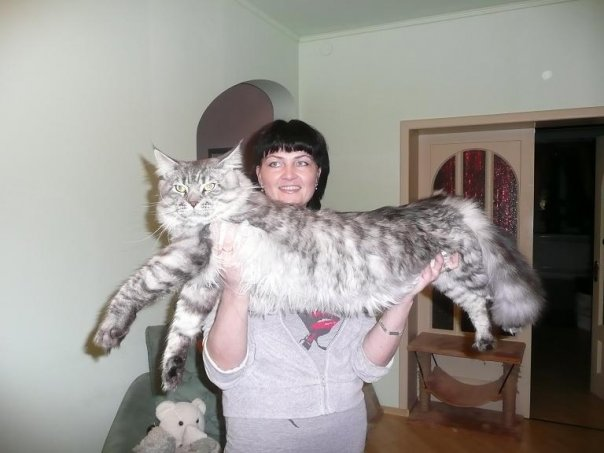
مین راگون

طی مطالعات صورت گرفته در طول سال ۲۰۰۳ تا ۲۰۰۶ در سوئد متوسط طول عمر این نژاد حدود ۱۲٫۵ سال است. شایع‌ترین بیماری‌های قلبی در گربه‌ها دیده می‌شود و این نژاد مستعد به این بیماری است. HCM یک بیماری پیشرونده است و می‌تواند منجر به نارسایی قلبی و فلج پاهای عقبی گردد که منشأ آن در قلب و نتیجه‌اش مرگ ناگهانی است. بیماری تحلیل نخاعی-عضله‌ای که از جمله بیماری‌های ارثی و ژنتیکی است که بر روی اعصاب و نورون‌های ستون فقرات اثر می‌گذارد. 

## برای مطالعهٔ بیشتر
- باس Sharyn P. (1983). این گربه مین راگون. نپتون City, New Jersey: T. F. H. انتشارات. شابک ‎۰-۸۷۶۶۶-۸۶۷-۸.
- Hayman تریسی M. (2001). گربه مین راگون. درکینگ، England: تفسیر چاپ و نشر. شابک ‎۱-۸۴۲۸۶-۰۱۱-۹
- Hornidgeهای Marilis (2002). که یانکی گربه: Maine Coon. Gardiner مین: درشکه روباز سبک دو چرخه، شابک ‎۰−۸۸۴۴۸−۲۴۳-X.